# NGC 3932
NGC 3932 ist ein Stern im Sternbild Großer Bär. Das Objekt wurde am 4. Dezember 1861 von Heinrich Louis d’Arrest entdeckt.